# Bafodeya benna
Bafodeya benna är en tvåhjärtbladig växtart som först beskrevs av Scott-elliot, och fick sitt nu gällande namn av Ghillean `Iain' Tolmie Prance. Bafodeya benna ingår i släktet Bafodeya och familjen Chrysobalanaceae. IUCN kategoriserar arten globalt som sårbar. Inga underarter finns listade i Catalogue of Life.